# Felix Ardi Yudha
Felix Ardi Yudha (7 de julio de 1993) es un deportista indonesio que compite en bochas adaptadas. Ganó una medalla de plata en los Juegos Paralímpicos de París 2024, en la prueba de equipo mixto (clase BC1-2).

## Palmarés internacional
| Juegos Paralímpicos | Juegos Paralímpicos | Juegos Paralímpicos | Juegos Paralímpicos |
| Año                 | Lugar               | Medalla             | Prueba              |
| ------------------- | ------------------- | ------------------- | ------------------- |
| 2024                | París (Francia)     | Medalla de plata    | Equipo BC1-2 mixto  |